# Marlies Graf-Dätwyler
Marlies Graf (* 1. Oktober 1943 in Aarburg; † 12. Februar 2020) war eine Schweizer Filmemacherin.
Bekannt wurde Graf-Dätwyler unter anderem 1979 durch ihren Dokumentarfilm «Behinderte Liebe», einer der ersten Filme, der sich mit der Sexualität von Menschen mit Behinderung auseinandersetzt. Marlies Graf-Daetwyler war ab 1970 als Regisseurin, Autorin und Filmeditorin in der Filmbranche tätig. Die Filme von Marlies Graf waren für ihre differenzierten Zugriffe und formale Kraft von den Medien von Anfang an viel beachtet. Sie gehört weiter zu den Gründerinnen und Gründern des Filmkollektivs Zürich. Von 1967 bis 1978 war sie mit dem Filmemacher Urs Graf verheiratet.

## Leben und Werk
Die gelernte Goldschmiedin begann 1968, bei Filmen mitzuarbeiten.
1970 schuf Marlies Graf-Dätwyler in Co-Regie mit Urs Graf den Film z.B. Uniformen, der sich mit dem Reiz des Tragens von Uniformen auseinandersetzt. 1972 entstand Marlies Graf-Dätwylers und Urs Grafs «Isidor und die Folgen».
1975 schuf Marlies Graf-Dätwyler in alleiniger Regie Die Bauern von Mahembe und 1979 den Dokumentarfilm  «Behinderte Liebe», der einer der ersten Filme ist, der sich mit der Sexualität von Menschen mit Behinderung auseinandersetzte.
Wieder in Co-Regie machten Graf-Dätwyler und Graf den Dokumentarfilm «Seriat» (1991), der u. a. mit dem Filmpreis des Kantons und der Stadt Zürich ausgezeichnet wurde. 2001 folgte, erneut in Co-Regie, der Dreiteiler «Islamischer Alltag in Zürich» (2001).
Als Editorin zeichnete Marlies Graf-Dätwyler 2005 gemeinsam mit Rainer W. Trinkler für den Schnitt des Films «Klingenhof» von Beatrice Michel (Filmkollektiv Zürich), der 2006 u. a. mit dem Schweizer Filmpreis für Schnitt und Konzept ausgezeichnet wurde, verantwortlich.
Als Filmeditorin zeichnete sie 2006 «Peter Schneiders: 36 Existenzen», 2007 «Jürg Frey: Unhörbare Zeit» und 2010 «Anette Schmucki: Hagel und Haut» von Urs, die wie alle ihre Filme als Regisseurin seit 1970 an der Werkschau des Schweizer Films, den Solothurner Filmtagen, zu sehen waren. Außerdem war Marlies Graf-Dätwyler Tongestalterin unter anderem für den Film «Rosmarie, Susanne, Ruth» (1976) von Franz Reichle, der auch unter dem Namen "Appenzeller sein und bleiben?" bekannt ist. Ein massgeblicher Teil ihrer Filmographie ist bis dato auf der Website des Filmkollektivs Zürich und auf der Filmdatenbank IMDB einzusehen.
In den 1980er und 1990er Jahren schuf Marlies Graf-Dätwyler in Zusammenarbeit mit der Pro Senectute zudem verschiedene mittellange Filme zum Thema Alter: «ALT-TAGE» (1987) sowie «Bewegter Montag» und «Bewegter Mittwoch». Ein Teil dieser Filme ist auf der Website des Sozialarchivs Zürich frei einsehbar.